# Зольман, Рональд
Рональд Зольман (нидерл. Ronald Zollman, иногда Рональд Цольман, по немецкой транскрипции; род. 1950, Антверпен) — бельгийский дирижёр.
Окончил Антверпенскую консерваторию, затем совершенствовал мастерство в Париже под руководством Нади Буланже и Игоря Маркевича.
В 1989—1993 гг. возглавлял Национальный оркестр Бельгии, в 1993—2004 гг. — Филармонический оркестр Национального автономного университета Мексики, в 2002—2005 гг. — главный дирижёр Симфонического оркестра Северного Израиля.
Несколько раз гастролировал на постсоветском пространстве — в частности, в Москве в 2003 г. дирижировал оркестром «Новая Россия» в ознаменование 150-летия дипломатических отношений между Россией и Бельгией, в Киеве в 2007 г. выступил с Киевским камерным оркестром по случаю 15-летия дипломатических отношений между Украиной и Бельгией, а в 2009-м с Академическим симфоническим оркестром Национальной филармонии Украины — по случаю 60-летия НАТО.